# Francesca Comas Rubí
Francesca Comas Rubí   (Santa Maria del Camí, 1972) és una pedagoga mallorquina.
Es llicencià en filosofia i lletres, secció de ciències de l'educació, a la UIB (1996). Es doctorà en ciències de l'educació a la UIB (2000). Professora titular de Teoria i Història de l'Educació de la Universitat de les Illes Balears. Investigadora principal del Grup d'Estudis d'Història de l'Educació de la UIB. Directora del Departament de Pedagogia i Didàctiques Específiques de la UIB (2020). Ha centrat la seva investigació en la història de l'educació a l'època contemporània, concretament en temàtiques relacionades amb la història de la infància i joventut, els moviments de renovació pedagògica contemporanis i la fotografia com a font per a la història de l'educació. Ha participat com a investigadora en projectes desenvolupats en el marc de plans nacionals de recerca sobre moviments juvenils, i dirigit com a investigadora principal diversos projectes de recerca, dos sobre fotografia com a font per a la història de l'educació i un darrer sobre pràctica escolar. És docent en el Grau de Pedagogia i en el Màster d'Intervenció Socioeducativa en Menors i Família. Ha publicat diversos llibres i articles sobre la història de l'educació en diverses revistes.

## Obres
- González Gómez, Sara,Melcior Rosselló i Simonet, mestre (1997) Palma: Documenta Balear/Ajuntament de Santa Maria del Camí/CIM.
- Rosa Roig, biografia d'una pedagoga (1890-1969). Amb Maria Isabel Miró Montoliu. Palma: El Mèdol, 2001. 84-95559-32-3.
- La consolidació del sistema educatiu liberal a Mallorca: l'aportació de Francesc Jaume Riutort i Feliu, (1812-1885). Palma: Institut de Ciències de l'Educació, 2001. 84-7632-684-X.
- Els viatges pedagògics i la renovació educativa: les relacions de la JAE (Junta para la Ampliación de Estudios) amb les Balears. Palma: Documenta Balear, 2007. 978-84-96841-49-9.
- Fotografia i història de l'educació. Amb Bernat Sureda García i Xavier Motilla Salas. (2012) Palma: Lleonard Muntaner, Editor. 9788415592143.
- L'escola Graduada de Palma. Cent anys aprenent (1912-2012), (2012) Comas Rubí, Francisca (coord.) Palma, Lleonard Muntaner editor.
- Imatges de l'escola, imatge de l'educació. (2014). Amb González Gómez, Sara; Motilla Salas, Xavier; Sureda Garcia, Bernat. Palma: Edicions UIB
- "Professional press for teachers as a source to study schooling practice: «El Magisterio Balear» (1873-1916)". Amb Sara González Gómez "History of education & children literature", Volum 15, Número 2, Pàgines 111-129, 2020.
- "La Ley General de Educación de 1970 a través de las imágenes" (2021). Amb Bernat Sureda, "Historia y Memoria de la educación", Número 14, Pàgines 253-287, 2021.